# Cardicola laruei
Cardicola laruei är en plattmaskart. Cardicola laruei ingår i släktet Cardicola och familjen Sanguinicolidae. Inga underarter finns listade i Catalogue of Life.